# Doddachellur, Challakere
Doddachellur là một làng thuộc tehsil Challakere, huyện Chitradurga, bang Karnataka, Ấn Độ.